# بنات عالم النبات الصيني
بنات عالم النبات الصيني هو فيلم من نوع كوميديا دراما ودراما وكوميديا رومانسية أُصدر في 2006. الفيلم من توزيع يوروبا كورب، وهو من إخراج وسيناريو داي سيجي.

## القصة
تقع أحداث الفيلم في الصين. وقصة الفيلم الرئيسية حول المثلية الجنسية.

## طاقم التمثيل
- Như Quỳnh (actress) [الإنجليزية]‏
- ران شياو لي
- فونج-ثانه
- Mylène Jampanoï [الإنجليزية]‏

## الإنتاج
- العام: 2005
- تاريخ الإصدار: 2006
- اللغة: الصينية
- تم تصويره في شمال شرق فيتنام
- شركة الإنتاج: Europa
- موسيقى الفيلم التصويرية كانت من تأليف إيريك ليفي.

## وصلات خارجية
- بنات عالم النبات الصيني على موقع IMDb (الإنجليزية)
- بنات عالم النبات الصيني على موقع روتن توميتوز (الإنجليزية)
- بنات عالم النبات الصيني على موقع ألو سيني (الفرنسية)
- بنات عالم النبات الصيني على موقع Turner Classic Movies (الإنجليزية)
- بنات عالم النبات الصيني على موقع أول موفي (الإنجليزية)
- بنات عالم النبات الصيني على موقع فيلمافينيتي (الإسبانية)
- بنات عالم النبات الصيني على موقع قاعدة بيانات الفيلم (الإنجليزية)
- بنات عالم النبات الصيني على موقع ليتربوكسد (الإنجليزية)
- بنات عالم النبات الصيني على موقع كينوبويسك (الروسية)